# Эстуарий (провинция)
Эстуарий (фр. Estuaire) — провинция на северо-западе Габона. Административный центр — город Либревиль, который также является столицей Габона.

## География
Площадь составляет 20 740 км². Граничит на востоке с провинцией Волё-Нтем, на юге с провинцией Среднее Огове, на юго-западе с провинцией Приморское Огове, на севере с Экваториальной Гвинеей. На западе страны провинция имеет выход к Гвинейскому заливу.

## Население
По данным на 2013 год численность населения составляет 895 689 человек.
Динамика численности населения провинции по годам:
| 1993    | 2013    |
| ------- | ------- |
| 463 187 | 895 689 |

## Департаменты
- Комо (адм. центр — Канго) (Komo Department)
- Комо-Монда (адм. центр — Нтум) (Komo-Mondah Department)
- Ноя (адм. центр — Кокобич) (Noya Department)
- Комо-Осеан (адм. центр — Ндзомоэ) (Komo-Océan Department)
- Либревиль (адм. центр — Либревиль) (Libreville)